# Formisco

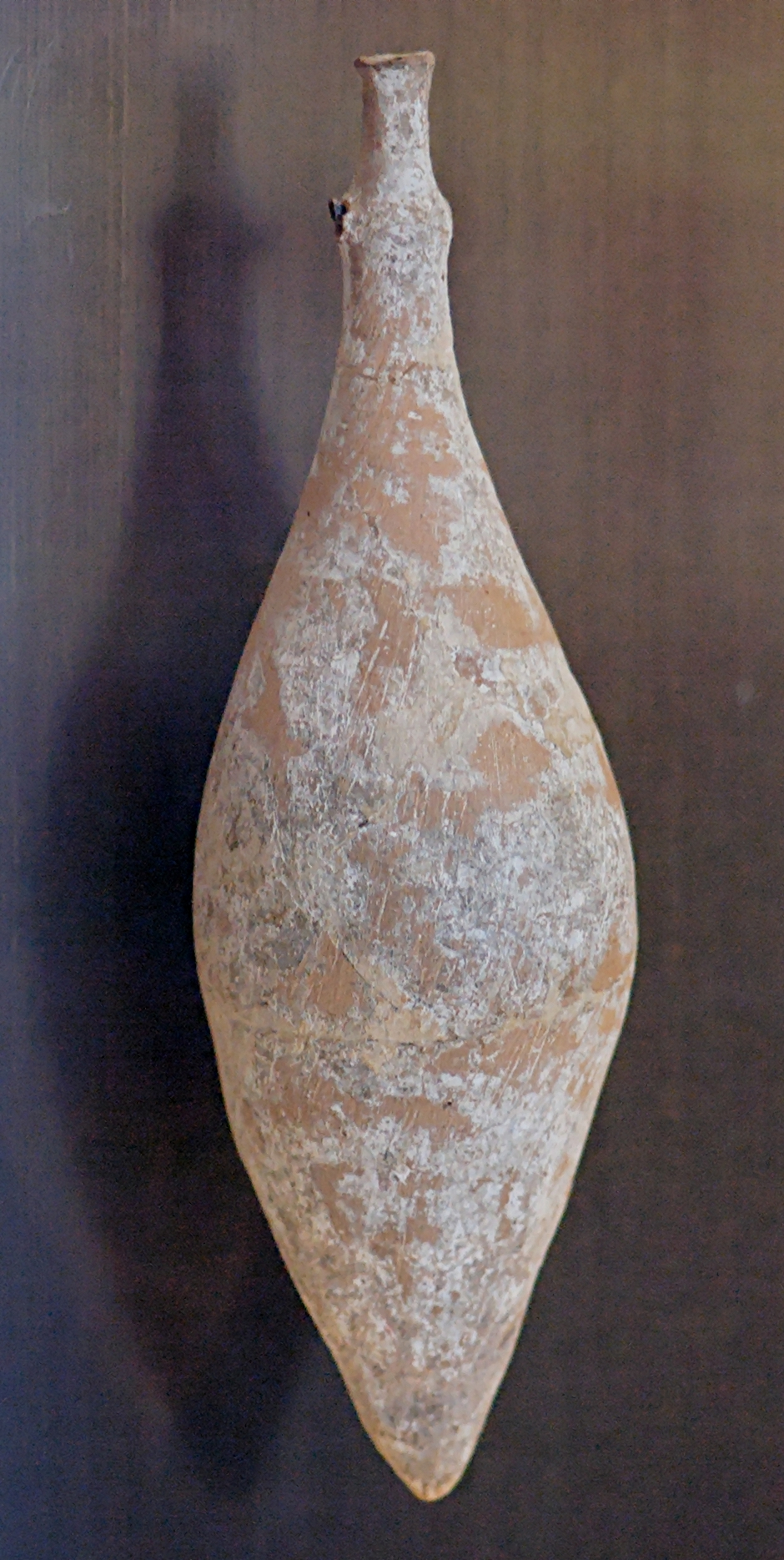
Formisco tebano del período helenístico (323-30 a. C.).

Formisco (en griego antiguo: φορμίσκος, en latín: phormiscus); Es una botella de cerámica para el aceite. Se le conoce como forma de vaso, especialmente de la cerámica griega.
Se presume que las formiscos se usaban para rociar aceite en rituales religiosos. Se han encontrado en, entre otros lugares, tumbas. El nombre de este tipo de vaso es un diminutivo de la palabra formos (φορμός), 'cesto'.;
Un formisco es una botella con forma de pera o de saco, con un cuello estrecho y una boca pequeña. A menudo, la forma imitaba la de una bolsa de cuero del mismo nombre, en la que se llevaban los astrágalos, o dados de juego. Su altura típica unos 20 cm.

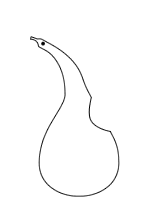
Forma del formisco.
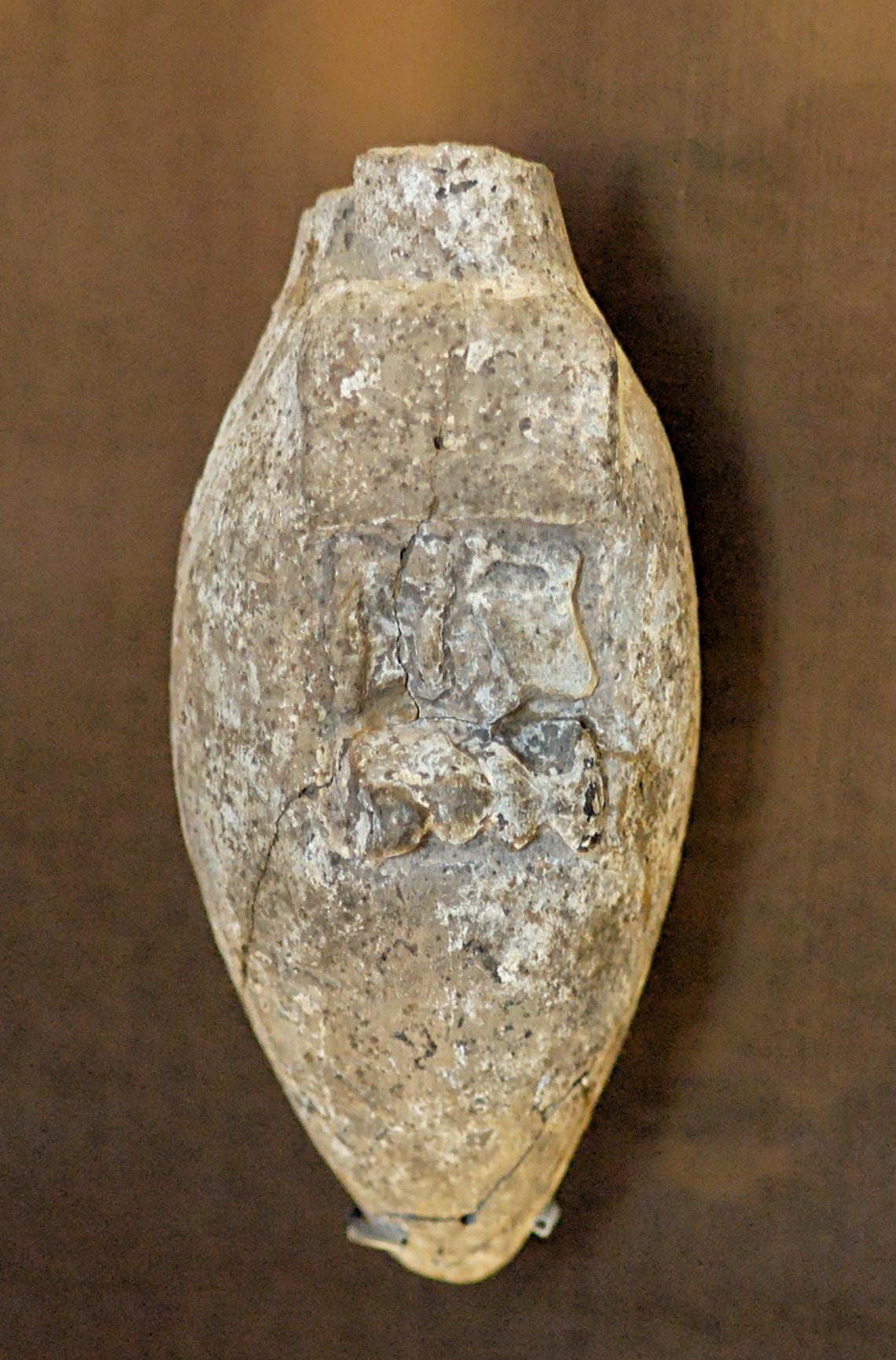
Formisco helenístico.